# Gnathonarium suppositum
Gnathonarium suppositum – gatunek pająka z rodziny osnuwikowatych, zamieszkujący północną Holarktykę.

## Występowanie
Gatunek występuje na Alasce, w Kanadzie i na rosyjskim Sachalinie
.